# Canto da Planície
Canto da Planície é um romance best-seller, escrito por  Kent Haruf,  e publicado nos Estados Unidos em 1999, pela editora Alfred A. Knopf. No Brasil, a obra foi lançada em 2019, pela Editora Rádio Londres, com tradução de Alexandre Barbosa de Souza.
O enredo se passa na cidade fictícia de Holt, Colorado, e conta as histórias de alguns dos seus habitantes. 
O título vem de um gênero musical, o Cantochão, cantado em igrejas cristãs, além de ser uma referência tanto ao cenário das Grandes Planícies, quanto ao estilo simples da escrita. 
A obra é o primeira de uma trilogia literária, sendo os dois romances sequentes No Final da Tarde e Benção.

## Personagens principais
- Tom Guthrie, um professor de história, que esta se divorciando da esposa.

- Ike e Bobby, os filhos pequenos de Tom Guthrie.

- Victoria Roubideaux, uma das alunas adolescentes de Tom Guthrie de Maggie Jones.

- Irmãos Raymond e Harold McPheron, são dois fazendeiros solteiros idosos.

- Maggie Jones, outra professora da escola local, que de alguma forma participa da vida dos outros personagens.

## Recepção crítica
O New York Times o chamou de "um romance tão franco, tão delicado e adorável, que tem o poder de exaltar o leitor". Canto da Planície ganhou o Mountains & Plains Booksellers Award e o Maria Thomas Award na categoria de ficção. Também foi finalista do National Book Award de 1999, do Los Angeles Times Book Prize e do The New Yorker Book Award.